# 萨莫 (意大利)
萨莫（義大利語：Samo），是意大利卡拉布里亚大区雷焦卡拉布里亞廣域市的一个市镇。总面积50平方公里，人口950人，人口密度19.0人/平方公里（2009年）。ISTAT代码为080070。